# Grote Slenk

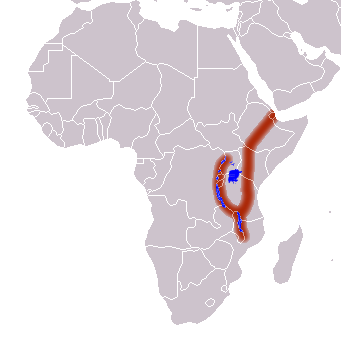
De ligging van de Grote Slenk in Afrika. De kleinere Somalische plaat bevindt zich aan de oostkant van de riftvallei.

De Grote Slenk (ook bekend als de Oost-Afrikaanse Slenk, Grote Afrikaanse Slenk of de Grote Riftvallei) is een riftvallei; een langgerekt stelsel van slenken, dat loopt van Libanon tot Mozambique over een totale lengte van 6400 km. De slenk varieert in breedte van 30 tot 100 km en in diepte van enkele honderden tot zelfs duizenden meters. In de geologie wordt een dergelijk stelsel van slenken een rift genoemd, een gebied waar twee tektonische platen uit elkaar bewegen. Oost-Afrika maakt deel uit van de continentale Afrikaanse Plaat, maar is aan het splitsen in twee platen. Dit zijn de Nubische plaat in het westen en de Somalische Plaat in het oosten. Omdat de riftvallei doorloopt in de Rode Zee tot aan Turkije, wordt ook de Arabische Plaat tot het divergerende systeem gerekend. Deze drie vormen de "Afar-driehoek". Een systeem waarbij drie tektonische platen uit elkaar bewegen wordt een triple junction genoemd. Aan het noordelijke uiteinde is er nog zo'n drieplatenpunt tussen de Afrikaanse, Arabische en Anatolische platen.

## Onderzoek
Oost-Afrika is een van de plaatsen op Aarde waar actieve riftvorming in een continentale plaat het duidelijkst plaatsvindt.
Het noordelijke deel van de slenkenzone vormt de vallei van de Jordaan, die verder zuidwaarts stroomt door het Meer van Galilea in Israël naar de Dode Zee. Naar het noorden toe loopt de slenk door tot in Turkije in het dal aan de oostkant van het Amanusgebergte. Verder zuidwaarts is de slenkenzone bezet door de Wadi Araba, de Golf van Akaba en de Rode Zee. Aan het zuidelijke eind van de Rode Zee merkt men een splitsing op. De Golf van Aden is een oostwaartse voortzetting van de rift en vanaf dit punt loopt de rift verder als een mid-oceanische rug van de Indische Oceaan. In zuidwestelijke richting gaat de vallei verder onder de naam 'De Grote Riftvallei', die de oude Ethiopische hooglanden in tweeën deelt. In oostelijk Afrika splitst de vallei zich in tweeën; de Westelijke Rift en de Oostelijke Rift.
Langs de Westelijke Rift, soms ook de Albertine Rift genoemd, zijn enkele van de hoogste bergen van Afrika gelegen, met name de bergen van Virunga, Mitumba en Ruwenzori, maar ook de meren van de Riftvallei bevinden zich hier. Deze meren behoren tot de diepste ter wereld, met als diepste punt 1470 meter diep in het Tanganyikameer en het Malawimeer. Het Victoriameer, het op een na grootste meer ter wereld, rekent men ook bij de Grote Slenk, hoewel het eigenlijk tussen de twee armen ligt.
De vorming van de Grote Slenk gaat nog steeds door. In de verre toekomst zal Oost-Afrika volgens vele wetenschappers hetzelfde lot ondergaan als Madagaskar dat zich zo'n 110 miljoen jaar geleden –samen met India– van Somalië losmaakte. Over ongeveer tien miljoen jaar zal Oost-Afrika zich hebben afgescheiden van de rest van Afrika en een nieuw continent vormen. Het gebied is seismisch en vulkanisch actief, wat goed zichtbaar is bij hoge vulkanen als de Kilimanjaro en Mount Kenya. Ook noordelijker, in Ethiopië komen veel vulkanen voor.

## Paleontologie
De Slenkvallei is ook bekend vanwege antropologische vondsten van de eerste mensen en aapmensen, vooral in de Olduvaikloof ("wieg van de mensheid"). Door de snelle opvulling van sedimenten in de kloof is de kans groot dat fossielen geconserveerd blijven. Ook het feit dat rivieren door het relatief vruchtbare en laaggelegen deel van Afrika stromen, heeft vroege hominiden aangetrokken. De beenderen en voetsporen van een groot aantal van de vroegste hominiden zijn hier gevonden, waaronder Paranthropus boisei en Homo habilis.